# وريد قلبي أوسط
الوَريدُ القَلْبِيُّ الأَوسَط (بالإنجليزية: Middle cardiac vein)‏، يبدأ في قمة القلب؛ يصعد في التَّلَمُ الطُّولاَنِيُّ الخَلْفِيُّ، وينتهي في الجيوب التاجية بالقرب من طرفها الأيمن.

## روابط خارجية
شكل تشريحي: 20:04-05 على موقع مركز سوني دونستات الطبي (تشريح بشري عبر الإنترنت). - "Posterior view of the heart."